# World Trade Center (film)
World Trade Center är en amerikansk dramafilm från 2006.

## Handling
Filmen handlar om händelserna på Manhattan den 11 september 2001. Man får följa en grupp polisers öden under attackerna.

## Om filmen
World Trade Center är regisserad av Oliver Stone. Filmens manus är skrivet av Andrea Berloff och baseras på fyra personers berättelser om 11 september-attackerna i New York. Två poliser fångas i spillrorna av World Trade Center och tvingas kämpa mot alla odds, trots att de vet att de kommer att dö. När en officer och en general stiger fram genom röken och dammet förändras allt. De båda männen letar efter överlevande utan tillstånd.

## Rollista (urval)
- Nicolas Cage – John McLoughlin
- Michael Peña – Will Jimeno
- Maria Bello – Donna McLoughlin
- Connor Paolo – Steven McLoughlin
- Anthony Piccininni – JJ McLoughlin
- Alexa Gerasimovich – Erin McLoughlin
- Morgan Flynn – Caitlin McLoughlin
- Armando Riesco – Antonio Rodrigues
- Jay Hernandez – Dominick Pezzulo
- Jon Bernthal – Christopher Amoroso
- Will Jimeno – medverkar i slutet av filmen som statist.
- John McLoughlin – medverkar i slutet av filmen som statist.